# Michel Sabbagh
Pour les articles homonymes, voir Sabbagh.
Michel Sabbagh ou Mikhail Ibrahim Sabbagh (vers 1784 à Saint-Jean-d'Acre - 15 juillet 1816 à Paris) est un copiste, un écrivain et un orientaliste arabe, sujet de l'Empire ottoman.

## Biographie
Quand Bonaparte marche sur la Syrie (1798-1799), il souhaite autant provoquer la révolte des Arabes contre les Turcs que l’insurrection des nations soumises aux Ottomans. Parmi ces derniers, dans la communauté montante des Grecs catholiques syriens, se trouve Mallem Aboud Sabbagh, fils d’Ibrahim Sabbagh (1715-1776), médecin et ancien ministre du pacha Dahir al-Umar. Avec sa famille, il se réfugie au Caire et il se met sous la protection des troupes françaises. Son fils Mikhail Ibrahim Sabbagh, né vers 1784 à Saint-Jean d'Acre, sert de « bibliothécaire pour la communication des livres arabes aux habitants du pays ; (…) il est connu avantageusement de tous les membres de l’Institut » et il officie comme secrétaire des savants français de la Commission des sciences et des arts au Caire. Le général Caffarelli le prend en affection et se charge de lui enseigner la langue française, la géographie et le dessin. Le 7 mars 1800, Joseph Fourier, secrétaire perpétuel de l’Institut d’Égypte, écrit au général en chef Kléber pour lui présenter la situation du jeune Sabbagh : son père voudrait s’embarquer avec lui pour la France afin qu’il apprenne la médecine à Paris.
La reprise du Caire par les Turcs entraîne le pillage de la maison Sabbagh, la mort de Mallem. L’autorisation est enfin accordée, mais le fils Mikhail ne s’embarquera qu’en aout 1801 avec les troupes françaises dont les dernières quittent l’Égypte après négociation avec les Anglais. Il voyage avec son frère aîné, Youssef, alors aumônier des Mamelouks, qui deviendra vicaire de l’église Saint-François Xavier et de Saint-Roch.
En 1795, la Convention ayant créé une école spéciale de langues orientales, de Sacy fut appelé à y enseigner l’arabe « littéraire et vulgaire ». Ses importants travaux parus firent croître sa réputation et le placèrent au premier rang des orientalistes. En 1807, le ministre de l'Intérieur créa spécialement pour Sabbagh un poste de copiste auprès de la Bibliothèque impériale de Paris. Il s’applique à recopier une soixantaine d'anciens manuscrits arabes altérés par le temps et corrigés par lui, ce qui lui attira l’admiration des spécialistes : « il était en effet d’une telle érudition que nos plus savants orientalistes eurent souvent recours à ses lumières », selon le professeur genevois Jean Humbert, son élève. Dès son arrivée en France, avec le soutien de J. J. Marcel, il s’emploie comme copiste et réparateur des manuscrits arabes auprès de l’Imprimerie de la République, puis impériale et royale. Sa connaissance médiocre du français écrit contraint Sabbagh à servir comme arabisant auprès de Silvestre de Sacy qui avait besoin d'un manuel de lecture pour son cours. Il créa un vaste réseau de traduction et de publication de livres arabes en français. La Bibliothèque nationale conserve plusieurs manuscrits de la main de Michel Sabbagh. De nombreux ouvrages de lui garnissent les bibliothèques privées des descendants français et allemands des orientalistes. Grâce à l’Institut, il avait fait rapporter d’Égypte plusieurs volumes manuscrits en langue arabe. 
Sabbagh rédige un opuscule sur les pigeons voyageurs, que traduit en français de Sacy. Son livre, "La colombe messagère plus rapide que l'éclair" a été publiée par l'imprimerie impériale en l'an XIV (1805).  Le baron Silvestre de Sacy le reconnait comme «  un savant ayant une parfaite connaissance de la langue arabe et un véritable talent pour la poésie ». Il a également écrit quelques poèmes en latin et d’autres en français grâce à un traducteur, comme un panégyrique du souverain pontife Pie VII, des hommages à l’Empire et à la royauté. Il a terminé plusieurs livres qui n'ont pas été publiés, parmi lesquels une « Histoire des tribus arabes du désert » et une « Histoire de la Syrie et de l'Égypte ». Champollion qui suit des cours d’arabe à Paris retrouve souvent Sabbagh dans le dépôt des manuscrits orientaux et il s’étonne de la place médiocre accordée au réfugié dont il découvre l’envergure et le rayonnement.
Absorbé par son modeste et prenant emploi de copiste « loin d’être au niveau de ses talents », il habite dans le quartier Saint-Honoré, rue du Roule, et la solitude commence à devenir pesante pour un étranger. Cependant il s’intègre bien dans les milieux orientalistes et il apprécie son voisinage : un avocat, Joseph Alexandre Latte. Alors il fait la connaissance d’une jeune fille et, bientôt, les parents font baptiser une fille, Barbe Clarisse, en danger de mort, que tient le parrain et oncle, Joseph (Youssef) Sabbagh, le 19 septembre 1806. Une deuxième naissance intervient le 16 mars 1813, à la Mairie du 4e arrondissement (actuel 1er arrondissement) : « Annette Victorine de Michel Sabbagh, employé à la bibliothèque impériale, égyptien réfugié ». À la mort de ses parents, la fillette est accueillie en 1816 par l’Hospice des enfants orphelins, puis placée dans la banlieue d’Auxerre, terre d’accueil pour les jeunes Parisiens isolés. Une importante descendance existe encore en France qui a tardivement appris sa parenté avec un savant orientaliste bien méconnu.
Le 15 juillet 1816, il meurt à son domicile, 26 rue des Fossés, dans le quartier Saint-Honoré, à Paris : « Michel Sabbagh, copiste attaché à l’École des langues orientales, né en Syrie, demeurant à Paris rue des Fossés n° 26, quartier Saint-Honoré ». L’acte est signé par ses voisins : Joseph Alexandre Latte, avocat, et Ferdinand Joseph Watine, employé. Pauvre, n’ayant même pas de quoi fournir aux frais de ses funérailles, il est signalé comme « commis » sans fortune.
L’acte mentionne l’âge de 41 ans pour le défunt sans famille présente. On peut considérer cette mention comme peu crédible, sauf si l’on en juge rapidement par son état physiologique. En effet, d’autres témoignages de proches contredisent cet âge avancé. Dans sa lettre de 1800 au général Kléber, le secrétaire perpétuel de l’Institut Fourier précise « enfant âgé de quatorze ans ». Jean Humbert, son élève et admirateur, orientaliste de Genève, écrit en 1818 une notice sur lui et marque l’année 1784 comme année de sa naissance. La même mention se retrouve dans la Biographie Universelle et les écrits de Silvestre de Sacy.
Deux siècles après, le personnage de Michel Ibrahim Sabbagh apparaît important dans ses talents et les nombreux services qu’il a rendus aux Orientalistes, malgré tous les handicaps : la nationalité, le manque de fortune, une santé fragile. Ses élèves restent les mieux placés pour exprimer leur admiration peu de temps après sa mort. Ainsi Johann Gottfried Ludwig Kosegarten écrit : « Michael Sabbagh urbe Acca oriundus, vir litterarum populi sui maxime gnarus ». Et de nombreux autres qui avouent avoir bénéficié de l’aide d’un excellent littérateur arabe : Caussin de Perceval, Baudeuf, Jean Humbert, Louis Langlès…

## Œuvres originales
- Histoire des tribus arabes du désert, non publié.
- Histoire de la Syrie et de l'Égypte, non publié.
- Alf layla wa-layla, manuscrit BNF, ms. ar. n° 4678-4679.
- Histoire de Dahir Umar, non publié.
- Hommage au Grand-Juge, ministre de la Justice, visitant l'Imprimerie de la République, Paris 1803.
- La Colombe messagère, plus rapide que l'éclair, plus prompte que la nue..., traduite de l'arabe en français par A. I. Silvestre de Sacy, an XIV-1805. [lire en ligne]
- Vers à la louange du souverain pontife Pie VII, avec une version latine, Paris 1805.
- Vers arabes adressés à S. M. Napoléon à l'occasion du mariage avec l'archiduchesse Marie-Louise d'Autriche, Paris 1810.
- Cantique à S. M. Napoléon le Grand sur la naissance du roi de Rome, Paris 1811.
- Cantique de félicitations à S. M. très chrétien Louis le Désiré, roi de France et de Navarre, Paris 1814.
- Dictionnaire arabe-français, publié par Caussin de Perceval fils, 1828-1829.
- Aventures d'un négociant de Bagdad, conte oriental, Paris Impr. de Preve et Cie, 1853.
- Grammaire de l'arabe vulgaire de Syrie et d'Égypte, publiée par Thorbecke à Strasbourg, 1886.

## Source
- L'autre Égypte, de Bonaparte à Taha Hussein, de Anouar Louca  (ISBN 2-7247-0416-9).
- L'histoire des orientaux de France, du Ier au XXe siècle, d'Abdallah Naaman, édition Ellipses.
- Henry Laurens (dir.), L'expédition d'Égypte, 1788-1801, Armand Colin, 1989  (ISBN 2-200-37183-7).
- Constantin Volney, Voyage de Syrie et d'Égypte, publié par Jean Gaulmier, Paris La Haye, 1959.
- Thomas Philipp, The Syrians in Egypt, 1725-1795, Stuttgart, 1985.